# 명도 (섬)
명도(明島)는 전북특별자치도 군산시 옥도면 말도리에 속하는 섬으로, 말도와 방축도 사이에 있다. 고군산군도에 속한다.